# Hassi Abdallah
Pour les articles homonymes, voir Hassi.
Hassi Abdallah est une commune de Mauritanie située dans le département de Tintane de la région de Hodh El Gharbi.